# NGC 3630
NGC 3630 (NGC 3645) é uma galáxia espiral (S0-a) localizada na direcção da constelação de Leo. Possui uma declinação de +02° 57' 52" e uma ascensão recta de 11 horas, 20 minutos e 16,9 segundos.
A galáxia NGC 3630 foi descoberta em 23 de Fevereiro de 1784 por William Herschel.